# Université de Pikeville
L'université de Pikeville (en anglais : University of Pikeville ou UPike) est une université américaine située à Pikeville dans le Kentucky.

## Source
- (en) Cet article est partiellement ou en totalité issu de l’article de Wikipédia en anglais intitulé « University of Pikeville » (voir la liste des auteurs).